# エイリアンVSプレデター (カプコン)
『エイリアンVSプレデター』(英: ALIEN VS. PREDATOR)は、カプコンが1994年5月に発売したアーケード用ベルトスクロールアクションゲーム。20世紀フォックス社によるSF映画の看板モンスター『エイリアン』と『プレデター』のクロスオーバー作品で、ダークホースコミックス社より発売されたアメリカンコミックを基にしているが、ダークホースコミックスのクレジット表記はない。
ゲーム誌『ゲーメスト』（新声社）誌上で行われた「第8回ゲーメスト大賞」（1994年度）においベスト演出賞で8位、ベストアクション賞で1位、年間ヒットゲームで13位を獲得した。
1990年代に家庭用ゲーム機に移植される予定があったが中止されている。2019年11月、カプコンUKがユーロ圏向けにリリースしたカプコンのレトロアーケードゲーム16作をプリインストールしたスタンドアローンタイプのゲーム機Capcom Home Arcadeに、日本国外版Alien vs. Predatorが収録された。

## ゲームシステム
攻撃方法として、標準装備している銃器や、コマンド入力による特殊技がある。『エイリアン2』のパルスガンやスマートガン、『プレデター2』の武器であるレイザーディスクといった、各作品に登場したアイテムを使用可能。また、各キャラクター間の性能に著しい差異があり、多人数プレイでは1人用とは違った戦略構築が楽しめる。
また、これまでのシリーズと違っていかなるときでも（ダウン中の倒れている敵でも）ダメージを与えられる。

## ストーリー
エイリアンの出現によって地獄絵図と化したアメリカの西海岸にある海上独立都市「サン・ドラド」に降り立った宇宙海兵隊であるダッチ・シェーファー（階級：少佐）とリン・クロサワ（階級：中尉）の2人の軍人が、惨劇の地と化した現場で3体のプレデターに遭遇（プレイヤーとして選択できるのは「ウォリアー」と「ハンター」の2人）。彼らはエイリアンの軍勢に対して共闘することになる。

## プレイヤーキャラクター
プレイヤーはプレデターの2人、もしくは人間タイプのキャラクター2人の計4人の中から選択してプレイする。3人までの協力プレイが可能。
使用ボタンは3つで、Aで各キャラクター固有の飛び道具（ガンゲージを消費、時間で回復。アイテムで一定時間無消費）、Bで基本攻撃、Cでジャンプやスライディング（下同時押し）・特殊攻撃が行える。攻撃はレバー入力によるコマンド操作でいくつかの技を繰り出せる。
いずれかのボタンの2つを同時押しで「メガクラッシュ」（体力を微量消費する無敵攻撃）、敵への一定距離の接近で掴みや掴み攻撃、投げ（レバー入力ありとCB同時押しの2つが存在）が可能。
ダッチ・シェーファーを除き、初期状態で固有の武器（手持ちアイテムと同様にダウンで落とす）を装備している。
プレデター・ウォリアー(PREDATOR WARRIOR)
宇宙の様々な星を渡り歩き、強い獲物を狩ることを生き甲斐とする異星の戦闘民族。
地球の生物を「狩る」ために地球に降り立つが、予期せぬエイリアンの大発生に遭遇し、「サン・ドラド」で戦っていたシェーファーとリンに協力することになる。
通常攻撃のスピアはリーチがある上に隙も少ない。攻撃力の高い技、素早いため緊急回避としても使えるジャンプなど、欠点らしい欠点がなく、全分野において高性能を誇るため、全キャラクター中で最も初心者向けなキャラクターとなっている。
武器と使用火器は映画版と同じく「スピア」と「ショルダーキャノン」。ショルダーキャノンはゲージの消費が大きく攻撃力も低いものの、地面に向けて発射し着弾時に広く爆発巻き込める敵の数も多い。
プレデター・ハンター(PREDATOR HUNTER)
ウォリアーと共に地球へ降り立った、もう一体のプレデター。ウォリアーと比べ口調が荒く猫背で、銅色の装甲とマスクを着用している。
パワーとスピードはウォリアーを凌駕し、身体を丸めて回転しながらの体当たり（技名：サプライジングロール）など、よりダイナミックな戦法で戦う。
移動スピードが二番目に速い。使いこなすにはテクニカルな操作を要求される。
武器はゲームオリジナルである「ナギナタ」。使用火器は映画版と同様の「ショルダーキャノン」。
基本的な性能はウォリアーに準ずるが、細かい点で異なる。
リーチは全キャラクター中で最長かつパワーもあるが、スキのある技が多く、少々クセがあるので中級者向け。ガンの当たり判定がウォリアーに比べてやや小さいが、ボディプレスとジャンプキックの性能はウォリアーより優秀である。
多人数プレイ時の連携やナギナタを落として素手になった後のスピーディなプレイで、その真価を発揮する。
リン・クロサワ(LINN KUROSAWA)
本作のオリジナルキャラクター。プレイヤーキャラクターの紅一点。
宇宙海兵隊の第13独立部隊リーダーを務めるサイボーグ兵士。東洋古武術に「気」の力を付加した格闘術と日本刀を用いた剣術で戦う。
パワーはないが、空中戦においての性能が高い。歩きのスピードは全キャラクター中で最速であり、銃器は多様なコンビネーションに活用できる。
基本的に素手だが、メガクラッシュおよびコマンド技の滑刀波（かっとうは）には「サムライソード」を使用する。使用火器は連射型の「大口径ハンドガン」で、地上射撃時は斜め下から正面へ薙ぐように撃ち、正面への弾数が多く大きなダメージを与えられる。空中では斜め下に集中射撃する。
機動力は高いが攻撃力が低く、ハンドガンのリロード中は動けないといったハンデを持つために扱いづらい面もある。通常の投げ技がない（そもそも敵を掴むことができない）が、空中投げの隼落投（しゅんらくとう）を使用できる。高いジャンプからの下突き連打→隼落投や、双剄破（そうけいは）など対集団戦に向き、仲間との連係もしやすい。使い慣れれば強さを発揮する中級者向けキャラクター。
ハンドガンのリロードキャンセルを活用すれば、初心者でも強力なキャラクターである。また空中投げは、敵が浮いていさえすればかなり拾えるため、味方が攻撃→吹っ飛んだところを空中投げ→ダウンしたところに味方が攻撃して浮かせる→再び空中投げなど、味方と協調した際のコンボはかなり強力。
ダッチ・シェーファー(DUTCH SCHAEFER)
異星生物との戦闘を目的に造られたサイボーグ兵士。過去にエイリアンとの戦闘で右腕を失い、修復時に現在のマシンアームへ換装した。
映画『プレデター』に登場するダッチ・シェイファー（演：アーノルド・シュワルツェネッガー）と同姓同名かつ外見も酷似しているが、同一人物であるとの言及はゲーム上ではされていない。
攻撃力は全キャラクター中で最高だが、歩行スピードが遅い。ジャンプ（ドロップキック：ジャンプ自体が攻撃力を持つ）はほかのキャラクターに比べて遅く低いが、ダッシュ（ダッシュタックル）は速度があり、移動距離も長い上にそれ自体が攻撃力をもち、コンビネーション技のハンマーナックルとあわせて使うと大量の敵を一度にまとめてダウンでき、威力も高い。スライディングパンチの隙も小さくそのままハンマーナックルにつなぐこともでき、強力な連携となる。掴み状態は移動でき、投げ技のネックブリーカーとアースクエイクボムは大量に敵を巻き込むことができ、歩行速度の遅さをこれらでカバーできる。
武器は基本的にサイボーグ化した「腕」。使用火器はその腕に内蔵された「スマートガン」。腕の火器は時間冷却型・連射型で使用時の隙も少ないが、地上での使用時は上下に拡散するように撃つので離れた相手には当たる弾数が少ない。空中ではレバー入力で射撃方向を調整可能となり、コマンド技での対空攻撃時は落下速度が下がるため、前後方向180度に射撃し迎撃することが可能。
武器アイテムの使い勝手も他のキャラクターに比べて高難度に調整されている。投擲武器のパイプやプレデターが落とした槍をシェーファーだけは握って打撃武器として使用できる。この打撃武器のリーチと攻撃力は高いが、1ヒットごとに敵がダウンするため、攻撃回数が減るデメリットがある。使い捨て火器は他のキャラクターより発射位置が極端に変わるため、間近の敵に当てることができず、間合いの調整が必要になる。
対個別では強いが、移動の遅さなどから対集団ではかなり辛い。敵の配置パターンを全て記憶するだけでなく、動作中は無敵となる2種類の投げ技の使い所を覚え、「ジャンプボタン 同時押しレバー後ろ」によるバックステップを駆使した機動力の向上が不可欠など、攻略には非常に綿密なパターン構築が必須となる上級者向けキャラクター。

## 敵キャラクター

### エイリアン
海上都市「サン・ドラド」に大量発生したモンスター。登場するエイリアンたちは一部を除き、ゲームオリジナルである。
ストーカー(STALKER)
『エイリアン』のビッグチャップ。体色は茶色。
耐久力は全エイリアン中で最も低い反面、攻撃判定の発生が他種に比べて速く、判定そのものも強力である。思わぬ所で隠し顎や尻尾攻撃をしたり、ボディプレスで飛び掛ってくる。
ステージ1のボス戦から登場する。
ウォーリアー(WARRIOR)
『エイリアン2』のエイリアン・ウォーリアー。体色は紫色（ステージ1の前半では緑色や橙色も存在する）。
パンチや尻尾攻撃の他に突然現れて口から強酸を吹きかけたりする。通常時でも、その場でジャンプをした場合のみ強酸を吹きかけてくる。
ステージ1から登場するが、前半ではほとんど攻撃を仕掛けてこず、体力もかなり低い。
スマッシャー(SMASHER)
ゲームオリジナルエイリアン。体色は緑色。
見た目はウォーリアーに似ており、引っかきや隠し顎の攻撃力が高く、突然現れてダッシュ頭突きをする。また、その場で2〜3回鳴いて頭を振りプレイヤーに向かってダッシュ頭突きをする。混戦時にウォーリアーとの複合攻撃を受けると思わぬダメージを負いかねない。
ステージ3から登場するが、この時は飛び掛って攻撃してくるのみ。本格的に戦うのはステージ4から。
ディフェンダー(DEFENDER)
ゲームオリジナルエイリアン。体色は水色。
見た目はストーカーに似ており、攻撃パターンもストーカーと同じだが、ガード能力を備えており、こちらの打撃や実弾攻撃をガードすることができる。しかしコマンド技や火炎放射器などの炎、炸裂系の武器、連続技の最終段、シェーファーのハンマーナックルは通用し、背後からの攻撃はガードできない。普段はあまり攻撃を仕掛けてこないがガードをしている後ろで主にウォーリアーやロイヤルガードなどの攻撃が待ち構えていることもある。他の成体エイリアンに比べると登場数は少ない。
ステージ4から登場する。
アラクノイド(ARACHNOID)
ゲームオリジナルエイリアン。体色はステージ2では水色。ステージ3とステージ6からは赤紫色。
驚異的なジャンプ力を持つエイリアン。雑誌『ゲーメスト』で命名された「エイリアンサマー」（サマーソルト攻撃）は体力の4割を奪うほどの攻撃力を持つ。
ステージ2から登場するが、水色の個体はサマーソルトは仕掛けてこない。ステージ3ではボスとして登場。ステージ6から本格的に手ごわくなる。
ロイヤルガード(ROYAL GUARD)
ゲームオリジナルエイリアン。体色は黄緑色と水色の2種類。
巨大な体躯のエイリアン。主に1〜2体で出現する中ボス的な存在。ジャンププレス攻撃、つかみからの噛み付き、尻尾攻撃、尻尾での巻きつけ攻撃をする。また、ダウンした後に強酸血液をまわりに振りまいて（ただし距離は短い）起き上がる。中間距離ではこちらのガンや空振りに尻尾攻撃を合わせてくる。
ステージ2から登場する。
クリサリス(CHRYSALIS)
ゲームオリジナルエイリアン。名前の意味は「蛹」であり、初登場時はその名の通り蛹のような皮膜から羽化して襲いかかる。背中が硬い皮膚で覆われた巨大な体躯を持つ。ガード能力を備えた回転アタックと尻尾攻撃が得意。不利になると鳴いて仲間を呼び寄せる。
ステージ1ではボスとして登場。ステージ7ではカラー違いが雑魚として計4体も登場し、ボスの時より多少強くなっている。
レイザークロウ(RAZOR CRAWS)
ゲームオリジナルエイリアン。ステージ2のボス。色と姿はアラクノイドに似ているがはるかに大型で、カミソリのような爪を持ち、驚異的なジャンプと高速ダッシュで動く突然変異型。ダウンさせても起き上がりと同時に鋭い巨大な爪で攻撃してくる。
エイリアン・クイーン(ALIEN QUEEN)
映画『エイリアン2』の最後の敵。ステージ4とステージ7のボスとして登場する。
ステージ4では移動は不可能だが、長い尻尾、伸びる顎、強酸性の血液などで攻撃する。
ステージ7では移動可能になり、ひっかきや強酸血液の吐き掛け、隠し顎攻撃の他に、映画と同じく尻尾で串刺しにする攻撃をする。その攻撃を回避しても、ジャンプして攻撃判定のある下降体当たりを行う。
エッグチェンバー(EGG CHAMBER)
エイリアン・クィーンが産み落とした卵。近づくとフェイスハガーを放出する。フェイスハガーを出す前は耐久力が高いが、フェイスハガーを出した後は著しく耐久力が落ちる。混戦時に近づくとフェイスハガーの攻撃を受ける可能性がある。
ステージ4のみ登場する。
フェイスハガー(FACE HUGGER)
エッグチェンバーから放たれる蜘蛛のような生物。犠牲者の顔に取り付き寄生体を宿す。ゲーム中ではレバガチャをして振りほどかないと体力ゲージが一気に減る。それ以前に攻撃が一切不可能となるので他のエイリアンの接近を許してしまう。チェストバスターと違い、素早く振りほどければノーダメージで済む。なお、耐久力を持たないため、どんな攻撃でも一撃当てれば倒せるが、飛び道具やジャンプ攻撃で倒すとスコアが入らない。
ステージ4のみ登場する。
チェストバスター(CHEST BUSTER)
フェイスハガーが犠牲者に植え付けた寄生体が成長した鋭い牙を持つ蛇のようなエイリアンの幼体。飛び掛かって喰らい付いてくる。背景の繭と化した人間やインフェクトイドの体を喰い破って登場したり、頭上から落ちてくる。フェイスハガー同様、ゲーム中ではレバガチャをして振りほどかないと体力ゲージが徐々に減る。しかもインフェクトイドから登場する個体は他の個体より喰らい付きのダメージが大きい。それ以前に攻撃が一切不可能となるので他のエイリアンの接近を許してしまう。どんな攻撃でも一撃当てれば倒せるが、飛び道具やジャンプ攻撃で倒すとスコアが入らない。
ステージ4から登場する。

### 宇宙海兵隊
本作の敵では唯一の人間側のキャラクターたち。
プライベート(PRIVATE)、コーポラル(CORPORAL)、サージェント(SERGEANT)
それぞれ順番に兵卒、伍長、軍曹の意味。各キャラクターは外観が異なるだけで行動上の差異はない。
様々な武器を使用し、武器を落とすと落ちている武器（ナイフまたはパルスガン、スマートガンのいずれかのみ）を拾いに行く。拾える武器がない場合は退却する。武器はこのゲームの中では通常攻撃より強い。
ナイフ、パルスガン、スマートガン、手榴弾など多彩な武器を持っている。銃器で直接殴ってきたり、キックを浴びせてくることもある。通常は武器を手にゆっくりと登場するが、突発的にナイフか手榴弾を投げて逃げたり、パルスガンを数発撃ってから逃走する兵士などもいる。
ステージ5から敵として登場する。
セントリーガン(Sentry Gun)
『エイリアン2』に登場した自動制御の機関銃。映画と同じく範囲内に入ったキャラクターに向かって機銃を放つが弾幕には一台ごとに隙間がある。固定キャラクターのため、必ずしも倒す必要は無い。耐久力は無く、一撃で破壊可能。正面から倒すよりは、プレデターのショルダーキャノンによる一掃、または背後に回り込んでの打撃でノーダメージで倒せる。
ステージ5とステージ7に登場する。
パワーローダー(POWER LOADER)
映画『エイリアン2』に登場したパワーローダーそのもの。操縦者はプライベート。
打たれ強く、普通に殴ってもダウンせずかなりの連撃を加えないとダウンしない。ハサミ型のアームと敵味方問わずダメージを与える火炎放射器を備えている。こちらの攻撃をガードすることもあり、さらに高速でダッシュタックルをしてくることもある。
アイテムのパルスガンやスマートガン、手榴弾を使わないと肉弾戦では無傷で倒すことは難しい。
ステージ5ではボスとして登場。ステージ7ではカラー違いが雑魚として2体登場するが、ボスの時と能力は同じ。
カーネル(Colonel)
宇宙海兵隊の大佐でシェーファーやリンの上司にあたる。ステージ5とステージ7でその姿を見せるが、直接戦うことはない。
ウェイランド社と手を組みエイリアン生物兵器化計画を推し進めるが、海上独立都市「サン・ドラド」で大量発生させてしまい、化学兵器部隊を投入するものの全滅の憂き目を見る（ステージ4後半で全滅した部隊が登場する）。
冷酷かつ身勝手な性格で、都市を滅ぼしてしまったことを何とも思っておらず、終盤ではプレデターをも兵器として利用したため、プレデターたちにも命を狙われることになる。自らの保身のために「サン・ドラド」や軍港に残る兵士たちを見捨てて宇宙へと逃れようとするが、宇宙船でのコントロールルームで怒り狂ったエイリアン・クィーンにより殺害され、無惨な最期を遂げる。

### その他の敵
チェストバスターに寄生された生物たち。
インフェクトイド(INFECTOID)
チェストバスターを宿した兵士の成れの果て。皮膚が青白くなっており、フラフラと接近してくる。武器を有している者もいるが使用はしてこない。プレイヤーを掴んで離さないだけだが、素早く振りほどかないと腹部からチェストバスターが生まれ、チェストバスターの攻撃を受けてしまう。一定のダメージを与える毎に身体が破損していき、頭や腕を失っても向かってくるゾンビのような存在だが、貫通する攻撃や炸裂系の武器に弱い。なお、しばらく放っておくとチェストバスターが誕生して倒れる。
ステージ4から登場する。ただし出現するシーンが限られており、登場数は多くない。
マッド・プレデター(MAD PREDATOR)
突然、襲いかかってくる狂ったプレデター。マスクは着けておらず、手持ちの武器で攻撃しない。
リストブレイドや連射可能なショルダーキャノン、プレイヤーを掴んで投げる、三角飛び蹴り、クローキング（透明化）などを駆使して襲いかかってくる。画面奥のフェンスを高速移動しながら繰り返し攻撃もする。
単体ならさほど手強くは無いものの、アッパーカットなど素手での攻撃威力が非常に高い。
プレイヤーに倒されるとナイフを取り出して自分の腹を斬り自決する。
複数人プレイでは2体も出現して、狭いフィールド内で同時に戦わなければならないため、かなりの強敵となる。
ステージ6のボスとして登場。ステージ7の直前のデモでチェストバスターに寄生されていたことが判明する。

## ステージ紹介
ステージ1「地獄の都市」
オープニングの続きから始まる。序盤に出てくるのは雑魚エイリアンばかりだが、いくら倒してもキリがない。プレイヤーはやむをえず倉庫の中に逃げ込む。
BOSS クリサリス(CHRYSALIS)
鳴いて仲間を呼ぶ行動はこの時のみの特殊技だが、鳴いている最中は完全に無防備でありステージ7で再登場する個体ほど強くはない。
ステージ2「地下通路の戦い」
都市から脱出するため地下通路から脱出を試みるが、そこもエイリアンが待ちかまえていた。通路奥では兵士が惨殺されており、瀕死の兵士ケビンが「尋常じゃない速度のエイリアンがここにいる」と警告して息絶えた。
BOSS レイザークロウ(RAZOR CRAWS)
このステージのみのエイリアン。上述の通り他とは比較にならない速度と強力な攻撃を持つ。
ステージ3「強行突破」
際限無しに湧き出すエイリアンを駆逐するには、大元であるクイーンを倒す必要があると忠告するプレデター。彼らの言葉に従い、クイーンがいる「巣」に向かうため軍の装甲車で強行突破することになった。
なお、このステージは飛び跳ねてくるエイリアンをひたすら各キャラクターが標準で装備する火器（このステージに限り打ち放題となっており、ボス以外は一撃で倒せるようになっている）で狩るだけの半ばボーナスステージとなっている。ただし、飛び跳ねてくるエイリアンに当たるとダメージを受ける。
また、このステージのみメガクラッシュを使っても体力は減らないようになっているが、ボスであるアラクノイドにメガクラッシュが当たれば体力は減る。
BOSS アラクノイド(ARACHNOID)
驚異的なジャンプ力を持つエイリアン。装甲車に飛び乗って攻撃をしかけてくる。他のステージでは雑魚扱いだが、このステージではボスとなっており、数発攻撃を当てないと倒せない。
ステージ4「クィーン掃討作戦」
エイリアンの巣はエイリアンの卵、「繭」となった兵士の成れの果て、護衛のエイリアンなどで溢れていた。数多くのエイリアンを駆逐し、遂にクィーンと対峙する。
BOSS エイリアン・クィーン(ALIEN QUEEN)
エイリアンの「女王」にして、プレデターが求める最高の「獲物」。
本来なら極めて戦闘力が高い強敵だが産卵管が地面に固定されているため、その場から動くことができない。それでも様々な手段でプレイヤーを苦しめる。
ステージ5「最強の生物兵器」
軍の輸送機が墜落する瞬間を目撃した一行は墜落現場を確認しようとするが、なぜか軍の部隊が立ちはだかる。そして彼らは軍とウェイランド社による「エイリアン生物兵器化計画」を知るのであった。
このステージのみエイリアンが敵として登場しない。
BOSS パワーローダー(POWER LOADER)
戦闘開始からしばらくはボス以外の敵は出現しないが、一定時間経過で増援の兵士が出現する。
ステージ6「生化学研究所の悪夢」
軍の計画を阻止するため、一行は生化学研究所と向かう。内部では多くのエイリアンが標本にされていたが、実はまだ生きており、突然カプセルを破壊して脱走し兵士たちに襲い掛かり、研究所は阿鼻叫喚の地獄へと化す。
途中で暴走エレベーターを止めるために制御BOXを破壊するボーナスステージがある。時間内に破壊できない場合はノーボーナスの上、天井に激突して大ダメージを受けてしまう。
BOSS マッド・プレデター(MAD PREDATOR)
敵キャラクターの項目にも記述されているが、複数プレイだと2体出現する。
ステージ7「最後の標的」
プレデターが狂った原因は、体内にチェストバスターが植え付けられていたからであった。軍はプレデター族をも兵器化しようと目論んでいた。生化学研究所からリフトで軍港へ繋がっていることを知った一行は、軍の計画を阻止し、かつ仲間の敵をとるため、最後の戦いに赴く。軍港や宇宙船を舞台に、無数のエイリアンと軍隊を相手にした激戦が繰り広げられる。
BOSS エイリアン・クィーン(ALIEN QUEEN)
自分の子を殺されて怒り狂い、宇宙船の中まで追ってきたエイリアン・クィーン。
最初に出会った時とは違い、自由に動けるので想像を絶する強さを発揮する。
2体のクリサリスを引き連れて登場。その後ウォーリアー、スマッシャー、ストーカー、最後は2体のロイヤルガードと次々とエイリアンたちを呼び寄せ、プレイヤーたちを苦しめる。

## スタッフ
- プランナー：KAME、GARUDA TETSU、UDA.T（宇田敏彦）
- プログラマー：CHAM CHOCHOY（岡田成司）、ARIKICHI（有吉清子）、PON、HARD.YAS（原田康則）、SHINCHAN（山崎慎一郎）
- キャラクターデザイン：HAYASHI、YUS（山本祐介）、SHISUI、VLAD T.（秋友克也）、BAN、KAWATORI、SHIGE、JUN 26（松村淳）
- アーティスト：IWAI（岩井千佳）、OHNISHI.H（大西弘樹）、KONISHI.H、MORISAKI CHIE（中山智恵）、FUKUMOYAN（福本容子）、KISA（木佐貫久司）、ANGUS（BENGUS）
- ミュージックコンポーザー：HIDEKI OK（奥河英樹）
- サウンドデザイナー：KAJINO TOSHIO（梶野俊夫）
- カプコンUSAサポート：DAVID WINSTEAD、ALEX JIMENEZ
- スペシャルサンクス：POO（船水紀孝）、AKIMAN（あきまん）、TOM（西村キヌ）

## 他作品での客演
- リン・クロサワは『ストリートファイターZERO2』ではケンのホームステージの背景でプールから上がって試合を観戦し、『ストリートファイターIII』（および2nd IMPACT）では日本、温泉旅館のステージの背景に『ストリートファイター』シリーズの春麗と『ヴァンパイア』シリーズのフェリシアと共に温泉に浸かっている[4]。
- 『CAPCOM VS. SNK 2 MILLIONAIRE FIGHTING 2001』では版権の関係でリン・クロサワを出すことができないため、マキにリン・クロサワの技を使わせるという案があったが没になった[5]。
- 『NAMCO x CAPCOM』では、シルフィーが必殺技「フラッシュコンボ（出典は『ポケットファイター』）」時に、一瞬だがリン・クロサワのコスプレをしながら双頸波を使う。

## 発売中止作品
1994年夏にメガドライブの周辺機器・スーパー32Xへの移植が発表され、1995年5月にリリース予定とされていたが、発売はキャンセルとなった。32X版はカプコンの本作品に基づいたが、1993年にジョルダンが開発した、ベルトスクロールアクションのスーパーファミコン版『エイリアンVSプレデター』と似ており、32X版はスーパーファミコンと関連した殖民惑星VEGA-4が舞台の設定であった。
セガサターンでもD&Dから発売予定があったがキャンセルされている。